# Attaque du 21 décembre 2014 à Dijon
Le 21 décembre 2014, un automobiliste fauche volontairement des piétons sur le marché de Noël de Dijon. Le bilan fait état de 13 blessés, dont deux graves.
Cette attaque est survenue au lendemain d'une tentative d'attentat contre un commissariat de Joué-lès-Tours commise par un radicalisé, abattu par la police.

## Déroulement
Le dimanche 21 décembre 2014, vers 20h, un homme au volant d'une Clio fonce délibérément sur des piétons sur plusieurs rues près de la place Wilson, à Dijon. L'individu, vêtu d'une djellaba, aurait crié "Allahu akbar" au moment de son arrestation, et déclaré "avoir agi pour les enfants de Palestine".

## Bilan
Treize personnes ont été blessées, dont un enfant de 13 ans. Toutes ont survécu.

## Auteur
Le chauffard est Nesser-Edin Ben Abdelkader, un quarantenaire de nationalité française, de mère algérienne et de père marocain. Selon la procureure de la République, l'attaque ne relève "absolument pas d'un acte terroriste". En effet, l'homme souffrait d'une "pathologie psychiatrique ancienne et lourde". Ses antécédents psychiatriques l'ont rendu pénalement irresponsable. Néanmoins, cette pathologie faisait de lui un individu fortement influençable, notamment par l'État islamique, même si le lien avec l'organisation n'a pas été établi Il avait tenu des "propos religieux extrémistes" lors de son interpellation.

## Attaque du 22 décembre à Nantes
Le lendemain, 22 décembre, une nouvelle attaque au véhicule-bélier se produit sur le marché de Noël de Nantes. Le bilan est d'un mort et 10 blessés. Cependant, même si le scénario est similaire, aucun lien n'a été établi avec l'attaque de Dijon, le conducteur étant un homme alcoolisé qui s'est ensuite porté neuf coups de couteaux. Grièvement blessé, il se pendra dans sa cellule en 2016,.